# Blinde Mol
Blinde Mol is een Belgisch bier van hoge gisting.
Het bier wordt gebrouwen in Brouwerij Maenhout in Pittem. 
Het is een goudblond bier met een alcoholpercentage van 6,5%. Het bier heeft een fruitig aroma, citrus en bitterheid in de smaak met een bittere afdronk.